# Lehenhof

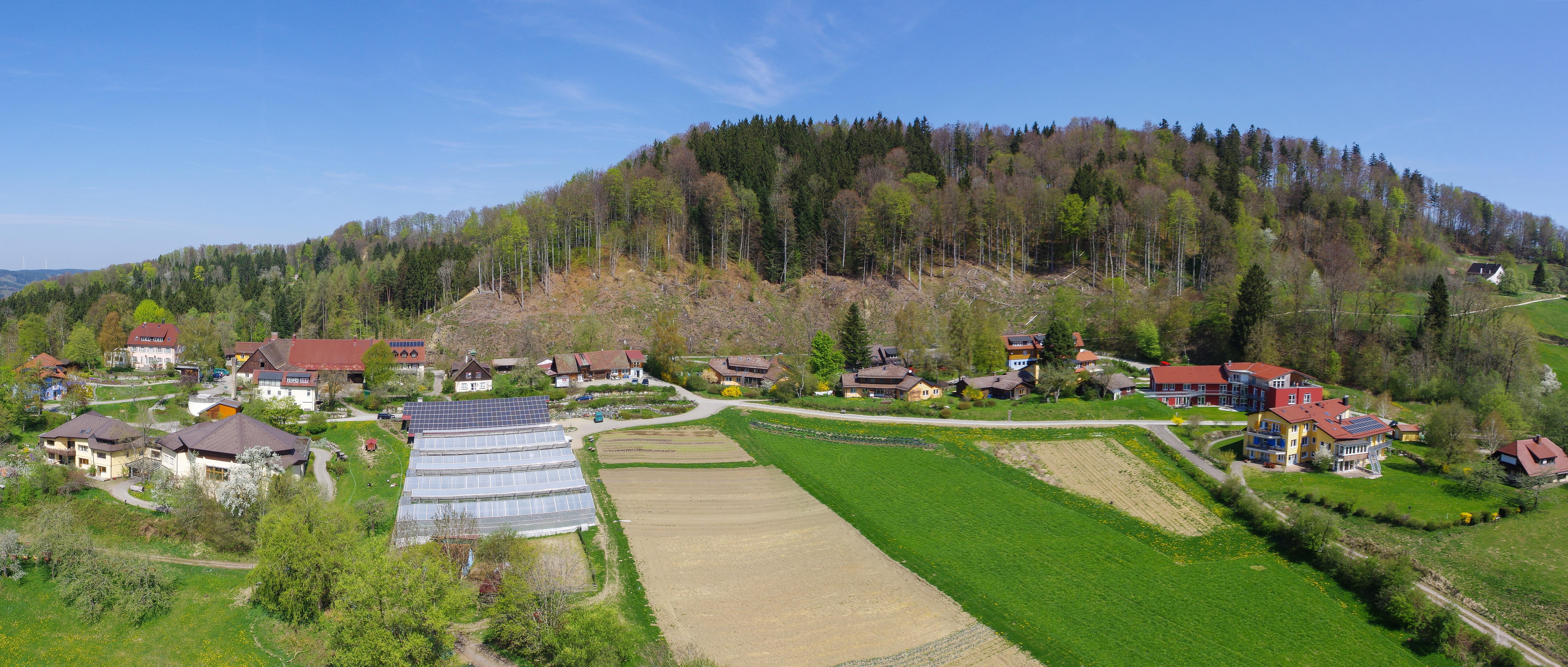
Der Lehenhof

Die Camphill-Dorfgemeinschaft Lehenhof e. V. ist eine im Jahre 1964 von Karl König gegründete sozialtherapeutische Dorfgemeinschaft. Die Dorfgemeinschaft besteht aus mehreren Standorten in den benachbarten Gemeinden Deggenhausertal im Bodenseekreis und Ilmensee im Landkreis Sigmaringen in Baden-Württemberg. In der Dorfgemeinschaft Lehenhof leben und arbeiten mehr als 300 Menschen aller Altersstufen in Haus- und Lebensgemeinschaften zusammen. Grundlage für das gemeinsame Leben und Arbeit von Menschen mit und ohne Behinderung sind die, auf dem anthroposophischen Welt- und Menschenbild begründeten, Grundlagen, nach denen Menschen mit Behinderung durch ein Leben in einer vielfältigen Wohn- und Arbeitsgemeinschaft am gesellschaftlichen Leben teilnehmen können sollen. Im Arbeitsbereich sollen Dienstleistungen angeboten und Produkte hergestellt werden, die auch außerhalb der Dorfgemeinschaft für den jeweiligen Kunden einen unmittelbaren Wert darstellen (im Gegensatz zu reinen Beschäftigungsmaßnahmen). In diesem Sinne ist das Konzept der Dorfgemeinschaft als gelebte Inklusion zu verstehen.

## Geschichte
Der Lehenhof wurde als erste Camphill-Dorfgemeinschaft in Deutschland im Jahr 1964 durch Karl König gegründet. Einige wenige Menschen begannen hier mit dem Aufbau einer sozialtherapeutischen Gemeinschaft: Ein verlassenes Hofgut bildete die Keimzelle eines Gemeinwesens, in dem heute über 300 Menschen leben und arbeiten. So entstand ein „Dorf“ mit Wohnhäusern und Werkstätten, einem Kulturzentrum, Landwirtschaft, Gärtnerei, Ambulanz, Therapieräumen und einem Friedhof. In den umliegenden Ortschaften liegen weitere Häuser und Arbeitsstätten. Ein Naturkostladen verkauft die am Lehenhof hergestellten und weitere biologische Produkte.
Die Dorfgemeinschaft Lehenhof ist heute (2015) größter Arbeitgeber der Gemeinde Deggenhausertal und durch vielfältige nachbarschaftliche, wirtschaftliche, politische und kulturelle Kontakte in der Gemeinde und der Bodenseeregion verwurzelt.
Zur Dorfgemeinschaft gehören heute erwachsene Menschen mit verschiedenen Behinderungen, am Ort lebende Mitarbeiter, ihre Familien, Mitarbeiter im Ruhestand und Menschen mit und ohne Behinderung, die außerhalb wohnen, aber täglich zur Arbeit kommen.
Im Jahr 2015 feierte die Dorfgemeinschaft Lehenhof e. V. ihr 50-jähriges Bestehen. Über das ganze Jahr verteilt fanden zahlreiche Veranstaltungen, wie Konzerte, Vorträge, Führungen und ein Tag der offenen Tür statt. Höhepunkt war schließlich der große Festakt zum 50-jährigen Bestehen, in dem unter anderem die Beauftragte der Bundesregierung für die Belange behinderter Menschen, Verena Bentele, ein Grußwort sprach. Im Rahmen dieses Festaktes konnte zudem das Richtfest für einen großen Erweiterungsbau gefeiert werden.

## Wohnen
Das gemeinschaftliche Wohnen war ursprünglich in überschaubaren, selbständigen Hausgemeinschaften angelegt, in denen die erwachsenen Menschen mit Behinderung und die Mitarbeiter mit ihren Familien einen gemeinsamen Haushalt führen und Hausarbeit und Freizeit gemeinsam gestalten. Die Häuser sind entsprechend mit freundlichen Gemeinschaftsräumen, Funktions- und Sanitärräumen und mit privaten Räumlichkeiten für behinderte Menschen und Mitarbeiter ausgestattet.
Im Laufe der Jahre wurden die Bedürfnisse der Bewohner individueller, so dass die Dorfgemeinschaft Lehenhof ihr Wohnangebot differenzierte. Heute (2015) leben betreute Menschen auch in kleinen Wohngemeinschaften, alleine in einem Appartement oder als Paar in einer eigenen Wohnung zusammen. Für Menschen mit hohem Pflegebedarf steht ein Haus mit spezieller Infrastruktur und entsprechend ausgebildetem Fachpersonal zur Verfügung. Daneben haben die „klassischen“ Hausgemeinschaften auch heute noch Bestand. Im Laufe der Jahre erweiterte sich die Dorfgemeinschaft Lehenhof in die Gemeinden der Umgebung hinein, so dass heute Hausgemeinschaften und Werkstätten in Deggenhausen, Obersiggingen und Illmensee-Lichtenegg bestehen.
Die Hausgemeinschaften in der Dorfgemeinschaft verstehen sich als Zuhause für ihre Bewohner, in dem man sich zugehörig fühlt, durch vertraute Menschen Gemeinschaft und Unterstützung erfährt, in denen man aber zugleich auch herausgefordert ist, eine relative Selbständigkeit in der Alltagsbewältigung zu erlangen. Im gegenseitigen Geben und Nehmen sollen Selbstwert und Würde erfahren werden.

## Arbeiten
In den Camphill Werkstätten Lehenhof gGmbH sind Werkstätten für Menschen mit Behinderung (WfbM) angesiedelt. Unter anderem bestehen
- eine Vollkornbäckerei, die bereits zweimal vom Magazin Der Feinschmecker als „eine der besten Bäckereien Deutschlands“ ausgezeichnet wurde und deren Brot über Bioläden und Großhandel in ganz Süddeutschland, der Schweiz und Österreich vertrieben wird;
- eine Papierwerkstatt, in der vor allem Schulhefte aller gängigen Formate und Lineaturen von Hand gefertigt und über einen Werkstattverbund („Sedulus“[1]) vertrieben werden;
- eine Holzwerkstatt, in der nachhaltig produzierte Ofenanzünder aus Recycling-Materialien („k-lumet“[2]) und weiter Holzprodukte hergestellt werden;
- Verpackungs- und Etikettierwerkstätten, die unter anderem für die befreundete Firma Sonett[3] arbeiten[4];
- eine Weberei, in der Stoffe gewoben und zu Gebrauchstextilien, wie Spültüchern, Taschen, Schürzen etc., verarbeitet werden, sowie
- eine Färberei, in der Rohwolle mit Pflanzenfarben gefärbt und zu Strickgarn gesponnen wird.

Neben den WfbM bestehen im Arbeitsbereich der Dorfgemeinschaft weitere Betriebseinheiten, in denen zum Teil auch Menschen mit Behinderung mitarbeiten, so zum Beispiel eine demeter-Gärtnerei, die Gemüse, Obst und Blumen anbaut, sowie eine Käserei, in der die hofeigene Milch zu verschiedenen Käsesorten verarbeitet wird. Letztere wurde 2015 im Rahmen der Käseprüfung des Verbandes für handwerkliche Milchverarbeitung im ökologischen Landbau mit der goldenen Käseharfe 2015 für den Münsterkäse („Goldener Lehenhöfler“)ausgezeichnet.
Außerdem betreibt der Lehenhof seit jeher eine biologisch-dynamische demeter-Landwirtschaft, in der Milchvieh gehalten und Getreide zur Verarbeitung in der Lehenhof-Bäckerei angebaut wird. Dieser landwirtschaftliche Betrieb ist einer der Vorreiterbetriebe in der artgerechten Milchviehhaltung. Gemeinsam mit anderen Betrieben wurde die ammengebundene Kälberaufzucht („Kuh plus Kalb“) eingeführt und weiterentwickelt. Dieser höchste und besonders schonende Tierhaltungsstandard der Demeter-Erzeugergemeinschaft „Heumilchbauern Süd“ wurde 2021 mit dem Tierschutzpreis des Landes Baden-Württemberg ausgezeichnet.

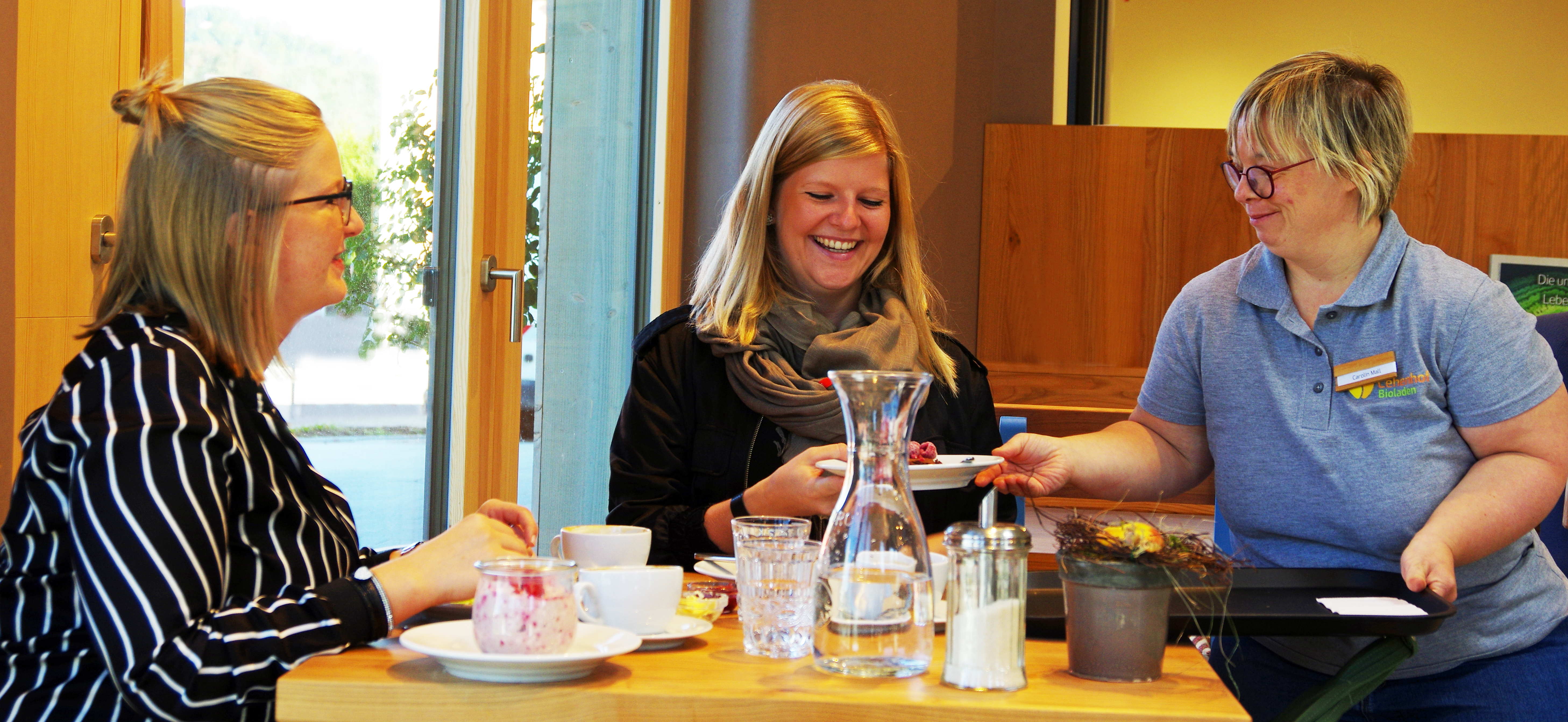
Das Café des neuen Bioladens

Im Jahr 2019 eröffnete der Lehenhof einen großen Werkstatt- und Bioladen mit Cafét in Deggenhausertal-Untersiggingen, der für den Ort der erste Vollversorger ist. Konzeptionell verankert ist die Zusammenarbeit von Menschen mit und ohne Assistenzbedarf in allen Bereichen des Bioladens. Der Bioladen stellt eine wichtige Weiterentwicklung der Arbeitsangebote des Lehenhofs dar. Neben den Lehenhof-Produkten aus allen Werkstätten ist ein umfangreiches Biosortiment erhältlich. Das angeschlossene Café entwickelte sich rasch zu einem beliebten Treffpunkt.

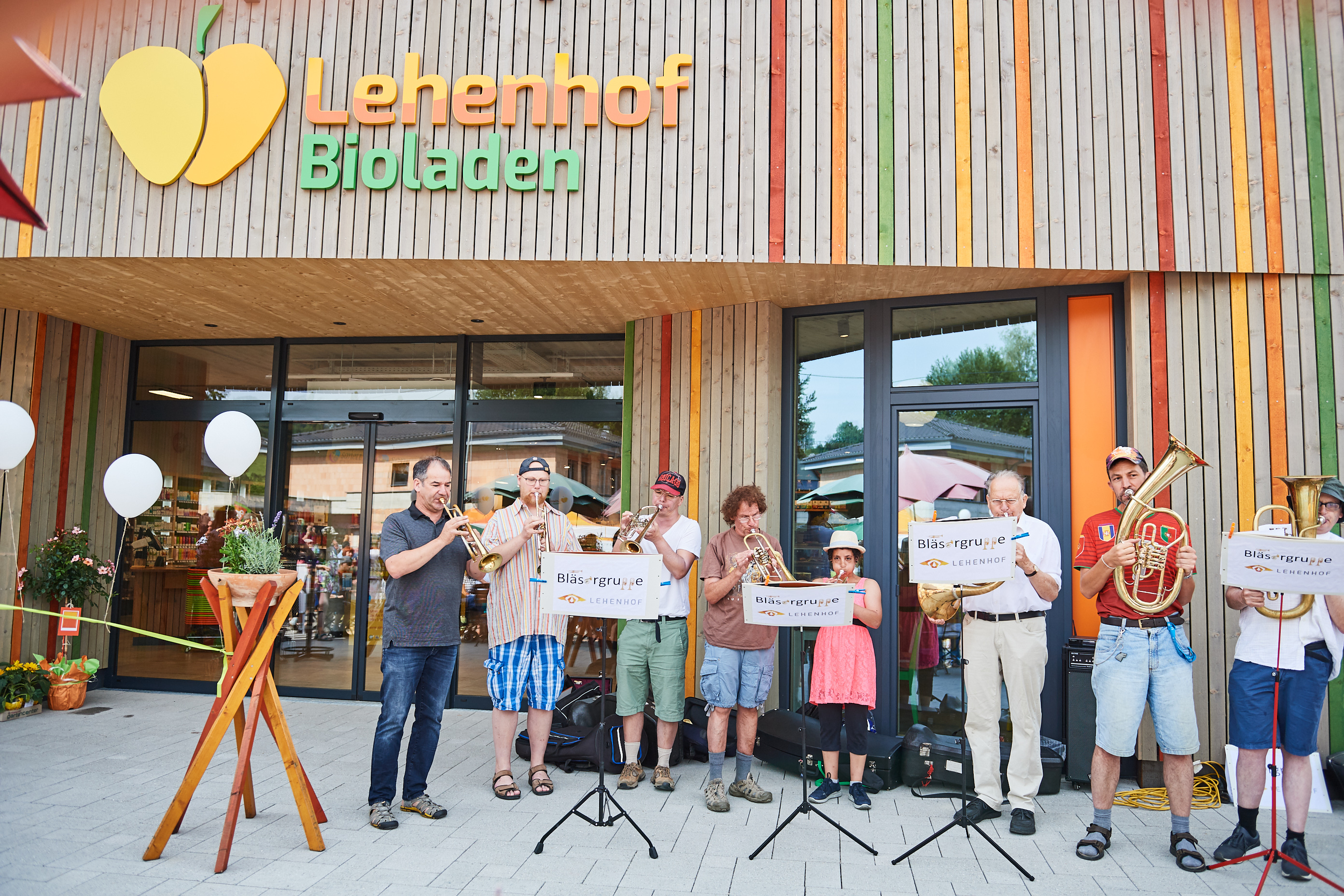
Die Bläsergruppe des Lehenhof spielt zur Eröffnung des Bioladens (2019)

Gemeinsam mit den Camphill-Schulgemeinschaften und den Camphill Werkstätten Hermannsberg gGmbH sind die Camphill Werkstätten Lehenhof gGmbH Gesellschafter der SKID gGmbH in Überlingen, einem Dienstleister des ambulant betreuten und des gemeindeintegrierten Wohnens, sozialer und kultureller Hilfestellungen für Menschen mit Assistenzbedarf und Betreibers der Überlinger Nudelmanufaktur.

## Kultur
In der Dorfgemeinschaft Lehenhof finden zahlreiche kulturelle Veranstaltungen, wie Vorträge, Konzerte, Schauspiele und Feste, statt. Kultur ist im Sinne einer Bereicherung des alltäglichen Lebens fester Bestandteil der Dorfgemeinschaft. Regelmäßig gastieren auch namhafte Künstler und Ensembles in der Dorfgemeinschaft und haben den Tyco-de-Brahe-Saal im Herzen des Dorfes zu einem regionalen Veranstaltungszentrum werden lassen.
Ebenfalls regelmäßig studieren die in der Dorfgemeinschaft wohnen und arbeitenden Menschen Schauspiele ein, deren öffentliche Aufführungen immer wieder auf positive Resonanz im Sinne der gelebten Inklusion treffen.

## Verbindung zu anderen Einrichtungen
Die Camphill-Dorfgemeinschaft Lehenhof hat intensive Verbindungen zu anderen Einrichtungen der Behindertenhilfe und Pädagogik. Dadurch, dass die Dorfgemeinschaft Lehenhof eine der ersten Einrichtungen ihrer Art war, sind zahlreiche andere Camphills in der Bodenseeregion und in ganz Deutschland aus ihr hervorgegangen.
Durch die Zusammenarbeit in Vertriebsorganisationen, Verbänden und Interessenvertretungen bestehen enge Verbindungen zu zahlreichen anderen Einrichtungen.
So sind die Camphill Dorfgemeinschaft Lehenhof e.V. und die Camphill Werkstätten Lehenhof gGmbH Mitglieder im Bundesverband anthroposophisches Sozialwesen e. V. und des Paritätischen Wohlfahrtsverbandes; beide waren im Jahr 2018 Gründungsmitglied des Regionalverband anthroposophisches Sozialwesen in Baden-Württemberg e.V. (Anthropoi Baden-Württemberg). Als WfbM ist die Camphill Werkstätten Lehenhof gGmbH zudem Mitglied der Landesarbeitsgemeinschaft WfbM Baden-Württemberg und der Bundesarbeitsgemeinschaft WfbM.
Als Camphill-Einrichtung ist der Lehenhof weltweit vernetzt über die Camphill-Bewegung und über das Anthroposophic Council For Inclusive Social Development.